# Cathédrale Saint-Joseph de Fada N’Gourma
Pour les articles homonymes, voir Cathédrale Saint-Joseph.
La cathédrale Saint-Joseph à Fada N’Gourma, est la cathédrale du Diocèse de Fada N’Gourma.